# Иво Штакула
Иво Штакула (Дубровник, 25. фебруар 1923 — Мелбурн, 26. октобар 1958) био је југословенски ватерполиста.

## Спортска биографија
Рођен је 25. фебруара 1923. године у Дубровнику. Ватерполо је почео да игра у екипи Југ из Дубровника. Од 1950. године наступао је за Морнар из Сплита. Један је од ретких који је био репрезентативац три државе Краљевине Југославије, НДХ и СФР Југославије. По занимању је био зубни техничар.
Играо је за репрезентацију СФР Југославије на три олимпијаде 1948, 1952 и 1956. године. Највећи успех му је освајање две сребрне медаље на Олимпијским играма у Хелсинкију 1952. и Мелбурну 1956. године. За репрезентацију је играо на првом послератном Европском првенству 1947. године у Монте Карлу.
После Олимпијских игара у Мелбурну 1956, није се вратио у Југославију, одлучује да остане у Аустралији. Играо је за екипу Мелбурна, али само две године, пошто је преминуо 1958. године. Умро је 26. октобра 1958. године у базену за време утакмице од последица срчаног удара.